# Einar Lilloe Gran

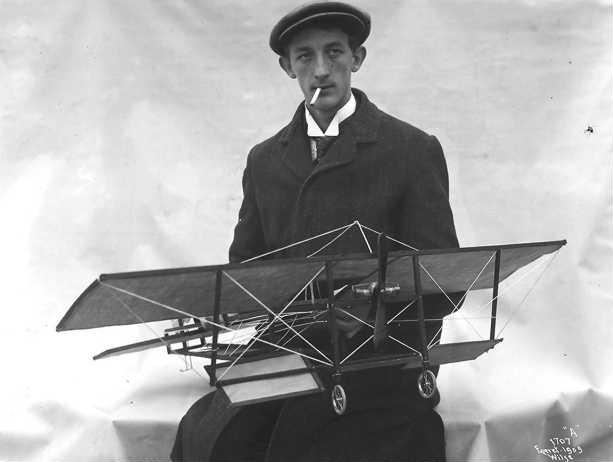
Einar Lilloe Gran mit einem maßstabsgerechten Modell seines Flugzeugs, das nie flog, 1909.

Einar Lilloe Gran (* 16. November 1886; † 1966) war ein norwegischer Ingenieur und Pionier der Luftfahrt.

## Leben und Wirken
Einar Lilloe Gran war ein Sohn von Carl Ludvig Oscar Nielsen Gran (* 26. April 1855; † 22. Oktober 1897) und seiner Ehefrau Emma Sofie Christine geb. Halvorsen (* 11. Juni 1857 in Sandaker).
Im Jahr 1910 konstruierte und baute er das erste Motorflugzeug Norwegens. Es hatte eine Spannweite von 10 Metern und sein Bau kostete 12.000 NOK. Es gab mehrere Versuche, es zum Fliegen zu bekommen, aber diese blieben ohne nennenswerten Erfolg.